# Love Hina
Love Hina (ラブひな?) es una serie de manga escrita e ilustrada por Ken Akamatsu. Fue galardonada con el Premio Kōdansha al mejor manga en 2001 en la categoría shōnen. Se publicó en la revista semanal Shūkan Shōnen Magazine de Kodansha entre el 21 de octubre de 1998 al 31 de octubre de 2001, cubriendo catorce volúmenes que comprenden ciento veintitrés capítulos en total. En abril de 2000, se estrenó en TV Tokyo la serie de anime, de 25 capítulos. También, se estrenaron dos especiales de televisión y tres OVA llamados Love Hina Again. Con algunas diferencias menores, el anime cubre solamente la mitad de la historia.

## Argumento
Love Hina cuenta la historia de Keitarō Urashima, un chico de diecinueve años que pretende entrar a la prestigiosa Universidad de Tokio, conocida entre los japoneses como «Tōdai», ya que de niño hizo una promesa con una niña donde prometían que si iban juntos a Tōdai se casarían y vivirían felices para siempre. El único problema es que no recuerda la identidad de la joven en cuestión.
Sin embargo, Keitarō ha suspendido dos veces el examen de acceso y sus padres, decepcionados, lo echan de casa. El joven decide ir a la posada de su abuela en la prefectura de Kanagawa a vivir un tiempo y estudiar para ingresar a la universidad. Sin embargo, el lugar dejó de ser posada hace años y ahora es una residencia femenina con cinco inquilinas, todas hermosas y adolescentes. Al principio las chicas se lo toman muy mal y ven a Keitarō como un pervertido, pero su tía, que vive en la residencia y regenta una cafetería anexa, permite que se quede como encargado y administrador, teniendo que aprender a convivir día a día con las chicas, las cuales poseen personalidades muy distintas entre sí, y así lidiar con problemas sentimentales y domésticos que desembocan en situaciones cómicas.

## Personajes
Keitarō Urashima (浦島 景太郎 Urashima Keitarō?)
Seiyu: Yuji Ueda
Es un joven de 19 años, tiene una gran afición a las "purikura" (colección de fotos adhesivas), y desde que hizo la promesa, siempre sale solo en todas sus fotos. Su torpeza propicia muchas escenas picantes, de forma que las chicas de la residencia le toman por un pervertido. Por ello recibe golpes de las chicas (especialmente de Naru) todos los días. A veces cree estar enamorado de Naru pero no está seguro, además es muy tímido y no le declara su amor por respeto a la niña a la cual le había hecho la promesa. Todos creen que es sólo un pervertido pero no es así, casi todas las situaciones son accidentales.
Naru Narusegawa (成瀬川 奈留 Narusegawa Naru?)
Seiyu: Yui Horie
Tiene 17 años y bastante mal genio. En efecto sus puñetazos hacen volar a Keitarō. Es la mejor estudiante de los institutos de preparación de todo Japón, llegando a ser la número 1, y tantas horas frente a los libros han provocado miopía por lo que necesita unas gafas muy gruesas que sólo utiliza para pasar desapercibida en la escuela, es sin embargo una chica muy guapa cuando no las lleva puestas. Está enamorada de Keitarō aunque no lo quiera admitir.
Mitsune Konno (紺野 みつね Konno Mitsune?)
Seiyu: Junko Noda
Tiene 19 años. Es astuta como un zorro, de ahí su apodo "Kitsune" (zorro en japonés), le encanta el sake e ir de fiesta en fiesta. Siempre está metiendo a Keitarō en problemas que suelen acabar en los puños de Naru. Además fue amiga íntima de Naru y la conoce muy bien. Su aspecto es elegante y festivo y habla con acento de Kansai. Casi siempre lleva los ojos cerrados lo que le da un aspecto extra de astucia. Al principio parece querer a Keitarō debido a que cree que es un estudiante universitario y es el nieto de la dueña de la posada.
Motoko Aoyama (青山 素子 Aoyama Motoko?)
Seiyu: Yuu Asakawa
Con sólo 15 años, es una espadachín formidable. Siempre está entrenándose para mejorar la técnica Shinmeiryu. Odia a los hombres, debido a que su hermana mayor abandonó la espada por el matrimonio; teme a las tortugas, por eso y por su entrenamiento descuida mucho su feminidad. Posee sentimientos encontrados hacia Keitarō, ella está, al igual que Naru, enamorada de él. Es la chica ruda del grupo, nunca usa vestidos (a excepción del escolar y ocasiones especiales como un vestido de boda hindú y uno de sirvienta), siempre lleva su uniforme de combate.
Kaolla Su (カオラ・スウ Kaora Su?)
Seiyu: Reiko Takagi
Es extranjera, pero nunca revela el país del que procede (su aspecto general hace pensar a todos que es de la India) pero después se sabe que ella es la princesa de la isla de Mol-mol, situada en el pacífico sur. Con sólo 13 años, es una genio de las máquinas en general, y de vez en cuando inventa algún complejo e increíble aparato que suele acabar provocando un lío para todos y una paliza para Keitarō. Le encantan comer, especialmente plátanos (quiere comerse a la tortuga de la posada), y siempre está desbordante de energía. Cuando ve la luna llena roja, se transforma en su versión adulta por recordar y querer casarse inconscientemente con su hermano mayor, el cual se parece a Keitarō.
Shinobu Maehara (前原 しのぶ Maehara Shinobu?)
Seiyu: Kurata Masayo
Es una chica muy tímida de 14 años, justo el polo opuesto de su compañera de escuela Kaolla. Llora con frecuencia y habla muy poco, pero cocina muy bien. Está enamorada de Keitarō, pero debido a su timidez no se lo cuenta a nadie, y mucho menos a él. Es la inocente del grupo y se ocupa de los deberes de los dormitorios.
Mutsumi Otohime (乙姫 むつみ Otohime Mutsumi?)
Seiyu: Satsuki Yukino
Es de Okinawa y tiene 21 años. Es una chica anémica, y se desmaya con cierta frecuencia. Como Keitarō, ha suspendido dos veces (en la serie dice que cuatro) el examen de acceso, pero porque o se ha desmayado durante el examen o se le olvidó de poner el nombre. Es una chica muy inteligente para los estudios pero muy despistada, en temas de amor es tan torpe como Keitarō. Le encantan las sandías. Está enamorada de Keitarō aunque no es seguro del todo ya que su carácter infantil causa confusión. Naru es su rival por el amor de este. Al final, en el manga, se descubre que ella y Keitarō son parientes lejanos y por eso se parecen tanto.
Kanako Urashima (浦島 可奈子 Urashima Kanako?)
Es la hermana adoptiva de Keitarō. Es una experta del disfraz y lo utiliza para intentar conquistar a su hermano, odia los dulces (su hermano cree que le encantan) y posee un gato morado, que habla con ella todo el tiempo y además vuela.
Emma Maeda
Es una chica poco común, de aspecto desgarbado y hasta algo descuidada, tiene pecas y unos lentes de fondo de botella, tiene un característico mechón en la parte de adelante. Va a los dormitorios Hinata porque escuchó la historia de que todas aquellas personas que van ahí entran a la universidad de Tokio (su más grande sueño), llega exactamente para la víspera de la boda de Keitarō y Naru. Resulta ser un personaje principal para el epílogo del Manga, ya que ocasiona un accidente con el velo de novia del vestido de Naru. Es un personaje que se limita a su aparición solo en el manga, no aparece en el anime ya que en este no se ve la boda.

## Producción
Los bocetos iniciales de la serie fueron creados entre septiembre y diciembre de 1997, después de la finalización de AI Ga Tomaranai. Los primeros storyboards con diseños iniciales de personajes fueron creados entre diciembre de 1997 y enero de 1998, y otros diseños de personajes y sketches de ubicación entre enero y abril de 1998. Los últimos storyboards antes de la serialización se crearon entre abril y agosto de 1998.
Alrededor de seis meses antes del inicio de la serialización, el diseño de personajes todavía estaba en revisión antes de decidirse. Varios personajes fueron sometidos a rediseños completos y cambios de nombre. En un momento dado, el personaje de Naru fue nombrado Midori, y se suponía que debía caer desnuda a través de un agujero en el suelo y chocar la cabeza de Keitaro y perder su memoria. El nombre de Naru fue cambiado muchas veces antes de que el autor se decidiera por Naru Narusegawa, y su diseño final es similar a Saati Namba de AI Ga Tomaranai.
A lo largo del manga se usaron procesos de edición digital. Después de crearse el boceto de una página, el diseño de página y el detalle básico se extraían y escaneaban por computadora. Los principales elementos de la página fueron sombreados o llenados con patrones, y los elementos que eran dibujados por separado se añadían digitalmente a la página. El manga también utiliza varias "imágenes depósitos", que eran dibujos con líneas básicas de ubicaciones, como una sala de personajes. En lugar de volver a dibujar una ubicación desde cero cada vez que se la utilizaba, estas imágenes depósitos se usaban como base, y se añadía un detalle extra en función de los requisitos para la escena. Ambas técnicas conducen a personajes que tienen contornos blancos cuando se copia digital en la escena. Partes de Hinata-sou y otros lugares utilizados se inspiraron en lugares de la vida real y fueron diseñados a partir de fotografías tomadas durante la investigación.

## Adaptaciones

### Manga
Love Hina originalmente se publicó semanalmente en la revista Shūkan Shōnen Magazine de Kōdansha entre el 23 de octubre de 1998 hasta el 30 de octubre de 2001. recopilados en 14 tomos finalizando con 118 capítulos, junto con un epílogo 2 capítulos. Los primeros 11 volúmenes vendieron más de 6 millones de copias en Japón. La serie fue lanzada más adelante en un formato parcialmente coloreado conocido como "versión Iro Hina" (lit. "Versión color de Hina") a un precio mayor. El 1 de septiembre de 2010 la Weekly Shonen Magazine incluyó un One-shot llamado Love Hina con seis páginas a colores.
El manga fue licenciado al idioma inglés en Norteamérica y Reino Unido por Tokyopop, que dio a conocer los 14 volúmenes entre el 21 de mayo de 2002 y el 16 de septiembre del 2003. La publicación en inglés fue de los primeros lanzamientos de Tokyopop con lectura de derecha a izquierda al estilo japonés, y se mantuvo tal cual como el original. La serie ha aparecido constantemente entre los 5 primeros mangas más vendido de Tokyopop y ha sido reimpreso varias veces. En agosto de 2009, se reveló que la licencia de Tokyopop habían expirado y no sería renovada. Kodansha Comics USA, la división estadounidense de Kodansha volvió a lanzar el manga en formato ómnibus, con nueva traducción en septiembre de 2011.
La serie también fue licenciado para un lanzamiento en idioma inglés en Singapur por Chuang Yi y para las versiones lingüísticas regionales, en Francia y Quebec por Pika Edition, en Singapur por Chuang Yi, en Brasil por Editora JBC, en España por Glénat entre 2001 y 2003, en México por Grupo Editorial Vid, en Polonia por Waneko, en Grecia por Compupress, en Alemania, en Noruega por Schibsted Forlag, en Suecia por Bonnier Carlsen y en Dinamarca por Egmont Manga & Anime.
Kodansha también publicó una edición bilingüe (Inglés y japonés) bajo el sello Kodansha Comics bilingüe con textos en inglés traducidos por Giles Murray. Ocho volúmenes fueron producidos bajo el formato bilingüe, pero fueron retirados de la venta después que la serie fuera licenciada por Tokyopop.
| Título             | Publicante (Japón) | ISBN               | Publicante (España) | ISBN               |
| ------------------ | ------------------ | ------------------ | ------------------- | ------------------ |
| Love Hina 1        | Kōdansha           | ISBN 4-06-312670-6 | Glénat              | ISBN 84-8449-006-8 |
| Love Hina 2        | Kōdansha           | ISBN 4-06-312681-1 | Glénat              | ISBN 84-8449-023-8 |
| Love Hina 3        | Kōdansha           | ISBN 4-06-312705-2 | Glénat              | ISBN 84-8449-186-2 |
| Love Hina 4        | Kōdansha           | ISBN 4-06-312739-7 | Glénat              | ISBN 84-8449-187-0 |
| Love Hina 5        | Kōdansha           | ISBN 4-7859-1941-8 | Glénat              | ISBN 84-8449-188-9 |
| Love Hina 6        | Kōdansha           | ISBN 4-06-312805-9 | Glénat              | ISBN 84-8449-189-7 |
| Love Hina 7        | Kōdansha           | ISBN 4-06-312827-X | Glénat              | ISBN 84-8449-190-0 |
| Love Hina 8        | Kōdansha           | ISBN 4-06-312863-6 | Glénat              | ISBN 84-8449-191-9 |
| Love Hina 9        | Kōdansha           | ISBN 4-06-312892-X | Glénat              | ISBN 84-8449-192-7 |
| Love Hina 10       | Kōdansha           | ISBN 4-06-312923-3 | Glénat              | ISBN 84-8449-193-5 |
| Love Hina 11       | Kōdansha           | ISBN 4-06-312958-6 | Glénat              | ISBN 84-8449-194-3 |
| Love Hina 12       | Kōdansha           | ISBN 4-06-312991-8 | Glénat              | ISBN 84-8449-195-1 |
| Love Hina 13       | Kōdansha           | ISBN 4-06-313029-0 | Glénat              | ISBN 84-8449-196-X |
| Love Hina 14       | Kōdansha           | ISBN 4-06-313070-3 | Glénat              | ISBN 84-8449-197-8 |
| Love Hina 0        | Kōdansha           | ISBN 4-06-334314-6 | Ninguno             | sin editar         |
| Love Hina Mugendai | Kōdansha           | ISBN 4-06-334578-5 | Ninguno             | sin editar         |

### Anime

#### Serie de televisión
Love Hina fue adaptada en una serie de anime para televisión de 25 episodios producidos por realizada por Yoshiaki Iwasaki y el estudio Xebec, una división de Production IG. La serie salió al aire en TV Tokyo desde el 19 de abril hasta el 27 de septiembre del año 2000. Aunque el último no fue transmitido pero si doblado - de veinte minutos.[cita requerida]
En Japón, la serie de televisión fue lanzada en 9 DVD, entre el 3 de agosto de 2000 y el 2 de abril de 2001, y vendió más de 1 millón de copias.
Love Hina se atribuye ser una de las primeras series de anime que estuvo disponible digitalmente producida por los fansubs, con varios grupos que trabajaron en la serie. La popularidad y la amplia disponibilidad de la serie en este formato atrajo a varios licenciadores potenciales, tales como ADV Films que tenía preocupaciones sobre la concesión de licencia de la serie. La serie fue posteriormente licenciada en Norteamérica por Bandai Entertainment, que lanzó 6 DVD entre el 19 de febrero y el 19 de noviembre de 2002. En julio de 2007, FUNimation Entertainment anunció que había adquirido la licencia de la serie después de haber expirado la licencia de Bandai. Y se dispuso un nuevo boxset de la serie en 4 discos que fueron lanzados por FUNimation el 24 de febrero de 2009.
En España, la serie ha sido licenciada por Jonu Media para su distribución en DVD, además de estrenarse en televisión por la cadena televisiva Buzz y por la televisión catalana en la cadena 3XL. En Hispanoamérica, fue transmitida por Cartoon Network desde el 11 de abril hasta el 23 de mayo de 2006. [cita requerida]

#### Especiales
Ambas corresponden al volumen 9 del manga y fueron licenciados por Jonu Media para su distribución en DVD en España. En ella aparece dibujado el creador de la serie Ken Akamatsu.
El primero, Especial de Navidad - Silent Eve (ラブひな クリスマススペシャル～サイレント・イヴ～ Rabu Hina: Kurisumasu Supesharu ～Sairento Ivu～?), se estrenó el 25 de diciembre de 2000. En enero de 2003 salió su versión en DVD. La historia trata sobre la Navidad del primer año del nuevo milenio, y hay un rumor acerca de esta especial Nochebuena (Si confiesas tu amor a una persona ese día, ésta se volverá realidad). Por lo que Keitarō confesará su amor a Naru.
El segundo, Especial de Primavera: Que no caiga la flor del cerezo (ラブひな 春スペシャル ～キミサクラチルナカレ!!～?  Rabu Hina: Haru Supesharu ～Kimi Sakura Chiru Nakare!!～), se estrenó el 1 de abril de 2001. En marzo de 2003 salió su versión en DVD. Sinopsis: Se acerca el examen de ingreso a la Todai, y Keitarō solo espera que un milagro suceda. Suponiendo que dio mal el examen, escapa de la residencia. Entonces las chicas van tras su búsqueda a una isla desierta.

#### OVA
Hay tres OVAs posteriores a la serie, que ocurren después del Especial de Primavera, tituladas Love Hina Again (ラブひなAgain?). Se titulan como los tres protagonistas de esta parte (Kanako, Keitaro y Naru). En esta segunda entrega se puede observar la rivalidad entre Kanako Urashima y Naru Narusegawa por ser la chica de la promesa sobre la que se basa la historia del protagonista Keitaro Urashima.
Estos OVA se basan en los últimos volúmenes del manga, donde se pretende darle final a la historia. Los tres Ovas giran en torno al nuevo triángulo amoroso entre Keitaro, Naru y Kanako. Otra novedad es la aparición de una casa embrujada tras la residencia, cuya maldición es el tema central del segundo OVA. El último OVA trata sobre los sentimientos de Naru y permanece la emoción de si está o no realmente enamorada de Keitaro. Uno de los personajes nuevos que aparecen en la OVA es la hermana adoptada de Keitaro Urashima, Kanako Urashima.

### Novelas ligeras
Dos novelas han sido escritas por los guionistas del anime e ilustradas por Ken Akamatsu como historias laterales de la serie principal. Love Hina: Mystery Guests at Hinata Hotel (ラブひな―混浴厳禁‐ひなた旅館へようこそ!?) fue escrita por Sho Aikawa bajo el seudónimo de "Kuro Hazuki", fue publicada en Japón por Kodansha el 17 de mayo de 2001, posteriormente fue reeditada en una edición bilingüe (Inglés y japonés) en diciembre de 2001. La segunda novela, Love Hina: Secrets at Hinata Hotel (ラブひな―混浴厳禁 ひなた荘のヒミツ?) fue escrita por Hiroyuki Kawasaki y publicada en Japón el 15 de febrero de 2002, con una edición bilingüe publicada el mismo mes. Tokyopop licenció ambas novelas para una distribución en idioma inglés en Norteamérica, la primera bajo el título Love Hina: The Novel, Volume 1 el 11 de abril de 2006, y la segunda novela bajo el título Love Hina: The Novel, Volume 2 el 8 de agosto de 2006.

### Libros de referencia
Se han publicado dos libros haciendo referencia a todos los aspectos del manga de Love Hina por fanes de la serie, llamados Love Hina 0 (ラブひな0 Rabu Hina Zero?) el 17 de julio de 2002 que contiene perfiles de los personajes, entrevistas y datos de producción, así como otros materiales de apoyo para los siete primeros volúmenes del manga. y Love Hina ∞ (ラブひな∞ Rabu Hina Mugendai?) el 17 de julio de 2002 que contiene perfiles de los personajes, una línea de tiempo, obras de arte, entrevistas y datos de producción. Una gran parte está dedicada a los bocetos de producción primarios y notas manuscritas de desarrollo.
También se han lanzado 2 libros de referencia para la serie de anime. El primero llamado Ani-Hina Ver.1 que fue lanzado el 4 de agosto del 2000, y Ani-Hina Ver.2 que fue lanzado el 9 de noviembre del año 2000. Cada libro contiene perfiles de los personajes, resúmenes de episodios, bocetos y detalles de la producción, así como entrevistas e información sobre los actores de voz, cada uno cubre la mitad de la serie de anime.

## Banda sonora
Antes del comienzo del anime, varias Image song fueron grabadas por los miembros del reparto del Anime. Varios Maxi Singles fueron lanzados con algunas de estas Image song, así como pistas de drama realizadas por el elenco. "I Love Hina" fue lanzado el 26 de abril de 2000 seguido por Love Hina 1 el 26 de junio de 2000, Love Hina 2 el 26 de julio de 2000, y Love Hina 3 el 23 de agosto de 2000, Love Hina 1 venía con una caja para guardar los otros singles.
Se publicaron varias bandas sonoras de Love Hina.Love Hina Original Sound File (オリジナルサウンドファイル?) fue lanzado el 21 de septiembre de 2000 y contiene toda la música de fondo para la serie, así como muchas canciones vocales "Love Hina — Winter Special Soundtrack". se lanzaron el 24 de enero de 2001 seguido por Love Hina — Spring Special Soundtrack el 6 de junio de 2001. Love Hina Again Soundtrack fue lanzado el 3 de abril de 2002.
Dos colecciones de canciones vocales cantadas por los miembros del reparto femenino fueron lanzados, Love Hina – Hinata Girls Song Best (ひなたガールズベストソングベスト?) fue lanzado el 16 de marzo de 2001 y Love Hina – Hinata Girls Song Best 2 (ひなたガールズベストソングベスト 2?) fue lanzado el 3 de octubre de 2001. Muchas de las canciones que aparecen en estos dos álbumes fueron escritos por Ritsuko Okazaki, que lanzó la propia portada del álbum Love Hina Okazaki Collection el 16 de diciembre de 2001. Dos conciertos en vivo llamados Love Live Hina se realizaron por los miembros del elenco japonés. La actuación de la bahía de Tokio fue incluida en el DVD con Love Hina Final Selección, y la actuación de Osaka estaba disponible por separado.
Tras el final de la serie de televisión, Love Hina Final Selection fue puesto en libertad, que contiene un resumen de la serie y "Love Live Hina", un concierto en vivo con todos los miembros principales del reparto.

### Álbumes
Los álbumes son:
- Love Hina 1 (21 de julio de 2000)
- Love Hina 2 (26 de junio de 2000)
- Love Hina 3 (23 de agosto de 2000)
- Love Hina Best Collection (13 de abril de 2004)
- Love Hina - Hinata Girls Song Collection (5 de octubre de 2004)
- Love Hina Again (7 de diciembre de 2004)
- Love Hina Naru fell in love of keitaro (3 de diciembre de 2008)